# فريمونت (كاليفورنيا)
فريمونت هي مدينة في مقاطعة ألاميدا في كاليفورنيا أنشئت في 23 يناير 1956 ميلادية بإتحاد خمس مجتمعات.

## التركيبة السكانية
حدّد مكتب تعداد الولايات المتحدة بيانات التركيبة السكانية لفريمونت في تعداد الولايات المتحدة. في ما يلي، التركيبة السكانية حسب تعدادي 2000 و2010.

### تعداد عام 2000
بلغ عدد سكان فريمونت 203,413 نسمة بحسب تعداد عام 2000، وبلغ عدد الأسر 68,237 أسرة وعدد العائلات 52,228 عائلة مقيمة في المدينة. في حين سجلت الكثافة السكانية 887.9 نسمة لكل كيلومتر مربع (2,299.7/ميل2). وبلغ عدد الوحدات السكنية 69,452 وحدة بمتوسط كثافة قدره 303.2 لكل كيلومتر مربع (785.3/ميل2).
وتوزع التركيب العرقي للمدينة بنسبة 47.67% من البيض و3.10% من الأمريكيين الأفارقة و0.52% من الأمريكيين الأصليين و36.95% من الأمريكيين ذوي الأصول الآسيوية و0.40% من سكان جزر المحيط الهادئ و5.52% من الأعراق الأخرى و5.84% من عرقين مختلطين أو أكثر و13.47% من الهسبانيون أو اللاتينيون من أي عرق.
بلغ عدد الأسر 68,237 أسرة كانت نسبة 43.5% منها لديها أطفال تحت سن الثامنة عشر تعيش معهم، وبلغت نسبة الأزواج القاطنين مع بعضهم البعض 62.7% من أصل المجموع الكلي للأسر، ونسبة 9.2% من الأسر كان لديها معيلات من الإناث دون وجود شريك، بينما كانت نسبة 4.6% من الأسر لديها معيلون من الذكور دون وجود شريكة وكانت نسبة 23.5% من غير العائلات. تألفت نسبة 16.5% من أصل جميع الأسر من عدة أفراد يعيشون في نفس المنزل ونسبة 4.1% كانت تتألف من شخص يعيش بمفرده يبلغ من العمر 65 عاماً أو أكثر. وبلغ متوسط حجم الأسرة المعيشية 2.96، أما متوسط حجم العائلات فبلغ 3.34.
بلغ العمر الوسطي للسكان 34.5 عاماً. وكانت نسبة 25.7% من القاطنين تحت سن الثامنة عشر، وكانت نسبة 7.7% بين الثامنة عشر والرابعة والعشرين عاماً، ونسبة 36.6% كانت واقعةً في الفئة العمرية ما بين الخامسة والعشرين والرابعة والأربعين عاماً، ونسبة 21.2% كانت ما بين الخامسة والأربعين والرابعة والستين، ونسبة 7.9% كانت ضمن فئة الخامسة والستين عاماً فما فوق. يوجد لكل 100 أنثى 101.5 ذكر، ويوجد لكل 100 أنثى في الثامنة عشر من عمرها فما فوق 99.7 ذكر.
بلغ متوسط دخل الأسرة في المدينة 76,579 دولارًا، أما متوسط دخل العائلة فبلغ 82,199 دولارًا. وكان متوسط دخل الذكور 59,274 دولارًا مقابل 40,625 دولارًا للإناث. وسجل دخل الفرد الخاص بالمدينة 31,411 دولارًا. وكانت نسبة 3.6% من العائلات ونسبة 5.4% من السكان تحت خط الفقر، وكان من هؤلاء نسبة 6.2% تحت سن الثامنة عشر ونسبة 6.2% في الخامسة والستين من العمر وما فوق.

### تعداد عام 2010
بلغ عدد سكان فريمونت 214,089 نسمة بحسب تعداد عام 2010، وبلغ عدد الأسر 71,004 أسرة وعدد العائلات 55,573 عائلة مقيمة في المدينة. في حين سجلت الكثافة السكانية 934.5 نسمة لكل كيلومتر مربع (2,420.3/ميل2). وبلغ عدد الوحدات السكنية 73,989 وحدة بمتوسط كثافة قدره 323 لكل كيلومتر مربع (836.6/ميل2).
وتوزع التركيب العرقي للمدينة بنسبة 32.85% من البيض و3.32% من الأمريكيين الأفارقة و0.46% من الأمريكيين الأصليين و50.60% من الأمريكيين ذوي الأصول الآسيوية و0.55% من سكان جزر المحيط الهادئ و6.35% من الأعراق الأخرى و5.88% من عرقين مختلطين أو أكثر و14.81% من الهسبانيون أو اللاتينيون من أي عرق.
بلغ عدد الأسر 71,004 أسرة كانت نسبة 43.8% منها لديها أطفال تحت سن الثامنة عشر تعيش معهم، وبلغت نسبة الأزواج القاطنين مع بعضهم البعض 63.5% من أصل المجموع الكلي للأسر، ونسبة 10% من الأسر كان لديها معيلات من الإناث دون وجود شريك، بينما كانت نسبة 4.8% من الأسر لديها معيلون من الذكور دون وجود شريكة وكانت نسبة 21.7% من غير العائلات. تألفت نسبة 16.3% من أصل جميع الأسر من عدة أفراد يعيشون في نفس المنزل ونسبة 5.2% كانت تتألف من شخص يعيش بمفرده يبلغ من العمر 65 عاماً أو أكثر. وبلغ متوسط حجم الأسرة المعيشية 2.99، أما متوسط حجم العائلات فبلغ 3.36.
بلغ العمر الوسطي للسكان 36.8 عاماً. وكانت نسبة 24.9% من القاطنين تحت سن الثامنة عشر، وكانت نسبة 7.3% بين الثامنة عشر والرابعة والعشرين عاماً، ونسبة 31.3% كانت واقعةً في الفئة العمرية ما بين الخامسة والعشرين والرابعة والأربعين عاماً، ونسبة 26.4% كانت ما بين الخامسة والأربعين والرابعة والستين، ونسبة 10.2% كانت ضمن فئة الخامسة والستين عاماً فما فوق. وتوزع التركيب الجنسي للسكان بنسبة 49.7% ذكور و50.3% إناث.

## المناخ
يظهر الجدول التالي التغييرات المناخية على مدار السنة لفريمونت:
| البيانات المناخية لـفريمونت       | البيانات المناخية لـفريمونت | البيانات المناخية لـفريمونت | البيانات المناخية لـفريمونت | البيانات المناخية لـفريمونت | البيانات المناخية لـفريمونت | البيانات المناخية لـفريمونت | البيانات المناخية لـفريمونت | البيانات المناخية لـفريمونت | البيانات المناخية لـفريمونت | البيانات المناخية لـفريمونت | البيانات المناخية لـفريمونت | البيانات المناخية لـفريمونت | البيانات المناخية لـفريمونت |
| الشهر                             | يناير                       | فبراير                      | مارس                        | أبريل                       | مايو                        | يونيو                       | يوليو                       | أغسطس                       | سبتمبر                      | أكتوبر                      | نوفمبر                      | ديسمبر                      | المعدل السنوي               |
| --------------------------------- | --------------------------- | --------------------------- | --------------------------- | --------------------------- | --------------------------- | --------------------------- | --------------------------- | --------------------------- | --------------------------- | --------------------------- | --------------------------- | --------------------------- | --------------------------- |
| متوسط درجة الحرارة الكبرى °ف (°م) | 58.1 (14.5)                 | 61.6 (16.4)                 | 65.3 (18.5)                 | 69.0 (20.6)                 | 71.9 (22.2)                 | 75.4 (24.1)                 | 78.1 (25.6)                 | 79.0 (26.1)                 | 78.3 (25.7)                 | 72.8 (22.7)                 | 64.4 (18.0)                 | 57.8 (14.3)                 | 69.3 (20.7)                 |
| المتوسط اليومي °ف (°م)            | 50.1 (10.1)                 | 53.0 (11.7)                 | 55.8 (13.2)                 | 58.8 (14.9)                 | 61.7 (16.5)                 | 65.1 (18.4)                 | 67.3 (19.6)                 | 67.9 (19.9)                 | 66.9 (19.4)                 | 62.3 (16.8)                 | 55.2 (12.9)                 | 50.1 (10.1)                 | 59.5 (15.3)                 |
| متوسط درجة الحرارة الصغرى °ف (°م) | 42.2 (5.7)                  | 44.3 (6.8)                  | 46.3 (7.9)                  | 48.5 (9.2)                  | 51.6 (10.9)                 | 54.8 (12.7)                 | 56.6 (13.7)                 | 56.8 (13.8)                 | 55.5 (13.1)                 | 51.7 (10.9)                 | 46.1 (7.8)                  | 42.5 (5.8)                  | 49.7 (9.9)                  |
| الهطول إنش (مم)                   | 3.07 (78)                   | 3.17 (81)                   | 2.92 (74)                   | 1.16 (29)                   | 0.49 (12)                   | 0.10 (2.5)                  | 0.00 (0.00)                 | 0.04 (1.0)                  | 0.21 (5.3)                  | 0.85 (22)                   | 1.85 (47)                   | 2.82 (72)                   | 16.68 (423.8)               |
| المصدر: NOAA                      |                             |                             |                             |                             |                             |                             |                             |                             |                             |                             |                             |                             |                             |

## توأمة
لفريمونت (كاليفورنيا) اتفاقيات توأمة مع كل من:
- جايبور
- بورتو , بيناسكو [الإنجليزية]‏
- فوكايا
- هورتا
- ليبا

## أعلام
- كيفن تان
- جون ريجنالد ريتشاردسون
- بات تيلمان
- ليونا أندرسون
- مارشال روجرز
- تشارلز إم. شتاين
- كارين تشن
- تيم واشنطن
- لين وايزمان
- هيلين ويلز